# هانس آرنولد (بازیکن فوتبال)
هانس آرنولد (انگلیسی: Hans Arnold; ۸ اکتبر ۱۹۴۱ – ۸ مهٔ ۱۹۹۱) بازیکن فوتبال اهل آلمان بود که در پست هافبک و مدافع بازی می‌کرد.
از باشگاه‌هایی که در آن بازی کرده‌است می‌توان به باشگاه فوتبال اشتوتگارت، باشگاه فوتبال مانهایم، و باشگاه فوتبال وی‌اف‌آر آلن اشاره کرد.
وی همچنین در تیم ملی فوتبال زیر ۲۱ سال آلمان بازی کرده‌است.